# Akcja strun

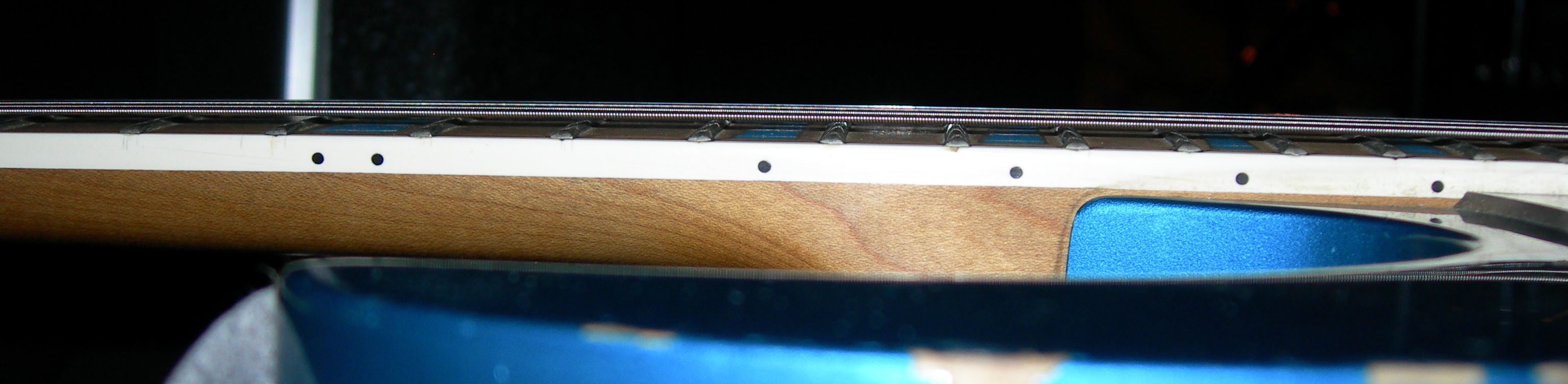
Akcja strun w gitarze Ibanez RG 770

Akcja strun – wysokość, jaka dzieli strunę od gryfu, zależna od budowy samego instrumentu i ustawień mostka, jak i gryfu. Znalezienie „złotego środka” między niską a wysoką akcją pozwala na uniknięcie fret noise’u (zbyt niska akcja), jak i potrzeby bardzo „siłowej” gry (akcja zbyt wysoka).